# Grad Trosky
Grad Trosky (češko Hrad Trosky) je grajska ruševina, ki stoji približno 10 km južno od kraja Semily na severu Češke. S svojo vpadljivo lego je eden najbolj znanih gradov v državi, stoji namreč na paru bazaltnih ognjeniških čepov, ki se dvigata nad ravnino, in okoli njiju. Na nižjem (47 m) stoji dvonadstropna zgradba z imenom Baba (starka), na višjem (57 m) pa zgradba z imenom Panna (devica). Grad je znamenitost območja, znanega kot Češki raj (Český ráj).

## Zgodovina
Grad je dal zgraditi Čeněk Vartenberški v drugi polovici 14. stoletja. Zgrajena sta bila stolpa na obeh skalah, med njima pa različna stanovanjska poslopja in pomožne zgradbe. Okrog kompleksa so postavili tri utrjene zidove v koncentričnih krogih. Po Čeněkovi smrti je grad prešel v last kralja Venčeslava IV., od njega pa ga je prevzel Ota Bergovski. Njegov sin je bil vnet katolik, a je kljub temu oplenil bližnji samostan v Opatovicah in ukradel njegov slavni zaklad, ki ga je po izročilu skril v gradu, domnevno v podzemni kleti, ki jo zapira velika skala. To naj bi sčasoma prekril grušč, zato je za vedno zaprta.
Med husitskimi vojnami je bil Trosky postojanka prokatoliške strani in Husiti ga verjetno niso nikoli v celoti osvojili, je pa med obleganjem v začetku 15. stoletja pogorel. Leta 1438 se je v njem naselil ropar Kryštov Šov s svojim pajdašem Švejkarjem in začel terorizirati območje, dokler ju niso prebivalci ujeli. Po tistem je menjal več lastnikov in njegov pomen je upadel, med tridesetletno vojno v 17. stoletju pa ga je cesarska vojska požgala do tal. Iz leta 1681 je ohranjen zapis jezuita Bohuslava Balbína o obisku.
Večjega zanimanja je bil grad spet deležen v 19. stoletju in ruševino so delno prezidali v romantičnem slogu. Začela se je tudi gradnja stopnišča do stolpa Panna, ki pa ni bila zaključena.